# أندري هونبال
أندري هونبال(André hunebelle) مخرج فرنسي ولد في 1 سبتمبر 1896 ب مودان، وتوفي في 27 نوفمبر 1985 بنيس.
بدأ مشواره الأفلام الكوميدية، ثم انتقل إلى الأفلام البوليسي. حيث يعتبر النقاد أنه هو من أظهر لويس دي فينس وأخرجه للجمهور في فيلم، تاكسي عربة سباق، ومن أفلامه المشهورة نذكر ثلاثيته فانتوماس منها فانتوماس الغاضب و فانتوماس ضد سكوتلاند يارد.

## روابط خارجية
- أندري هونبال على موقع IMDb (الإنجليزية)
- أندري هونبال على موقع ألو سيني (الفرنسية)
- أندري هونبال على موقع تيرنر كلاسيك موفيز (الإنجليزية)
- أندري هونبال على موقع أول موفي (الإنجليزية)
- أندري هونبال على موقع قاعدة بيانات الأفلام السويدية (السويدية)
- أندري هونبال على موقع قاعدة بيانات الفيلم (الإنجليزية)
- أندري هونبال على موقع كينوبويسك (الروسية)